# ربما كان ذلك آشور (كتاب)
ربما كان ذلك آشور، (1984)؛(ردمك 0-283-98961-0) هو كتاب لعام 1984 لعالم الآشوريات هنري ساغس، الذي وضح فيه المؤلف عن الإمبراطورية الآشورية الجديدة . عاش ساجز نصف حياته في دراسة الآشوريين القدماء، قبل أن يؤلف الكتاب. 